# Рио дел Мар (Калифорния)
Рио дел Мар (на английски: Rio del Mar) е населено място в окръг Санта Круз в щата Калифорния, Съединените американски щати.
Населението е 9128 души (1 април 2020), а общата площ е 11,9 км². 91,74% от населението са бели, 0,61% са афроамериканци, 0,53% са индианци, 2,58% са от азиатски произход, 0,16% са с произход от тихоокеанските острови, 1,87% са от други раси, а 2,51% са от 2 или повече раси. С латиноамерикански произход е 6,46% от населението.